# Авакян, Гаяне Аветиковна
Гаяне Аветиковна Авакян (1954—?) — новатор производства, оператор Ереванского прижелезнодорожного почтамта (с 1972). Член КПСС с 1977 года, член ЦРК КПСС в 1986—1990 годах. Депутат Совета Национальностей Верховного Совета СССР 11 созыва (1984—1989) от Армянской ССР. Делегат XIX Всесоюзной партийной конференции (1988).
Заочно училась в Ереванском государственном университете.